# Granatnik RGP-40
RGP-40 (Ręczny Granatnik Powtarzalny) – polski granatnik rewolwerowy kalibru 40 mm skonstruowany wspólnie przez pracowników WAT i OBR SM Tarnów.

## Historia
Broń powstała w Ośrodku Badawczo-Rozwojowym Sprzętu Mechanicznego w Tarnowie, we współpracy z Wojskową Akademią Techniczną, na podstawie umowy z 9 marca 2007 z Ministerstwem Nauki i Szkolnictwa Wyższego o wykonanie projektu celowego. Konstruktorem prowadzącym był Zbigniew Wójcik. Pierwszy model tej broni powstał w 2008 roku i został zaprezentowany podczas MSPO 2008 w Kielcach. Broń jest zbliżona konstrukcyjnie do południowoafrykańskiego granatnika Milkor MGL, a zwłaszcza jego wersji M32 MGL. Zaprezentowany egzemplarz różnił się od późniejszych wersji. Zastąpiono zastosowaną w prototypie komercyjną kolbę konstrukcją opracowaną specjalnie dla granatnika, a także wprowadzono zmiany polepszające ergonomię i funkcjonalność broni.
W 2009 roku powstały dwa prototypy, a w 2010 roku dwa granatniki serii próbnej. W 2013 roku wyprodukowano w ZM Tarnów pięć granatników seryjnych, odebranych przez Wojsko Polskie w lipcu 2013 roku. W granatnikach seryjnych zmniejszono zastosowanie stopów tytanu w celu potanienia konstrukcji, co w niewielkim stopniu zwiększyło masę broni.
Według planów głównym odbiorcą RGP-40 miały być Siły Zbrojne Rzeczypospolitej Polskiej, które według swoich szacunków potrzebowały około 500 granatników rewolwerowych. Potencjalnym nabywcą mogły być również Policja, Służba Więzienna i inne formacje potrzebujące broni o dużej sile ognia przystosowanej do zasilania amunicją z gazem łzawiącym czy obezwładniającej.
11 lutego 2016 roku Wojsko Polskie zawarło umowę o wartości 8,9 mln zł na dostawę 200 granatników RGP-40. Miały być one dostarczone w latach 2016–2017, lecz ostatecznie siły zbrojne nie odebrały wyprodukowanych granatników, uznając, że nie spełniają wymagań wojska, a przetarg został anulowany. Jedną z przyczyn odstąpienia od umowy były sporadycznie występujące trudności ekstrakcji łuski naboju (dotyczące jedynie amunicji systemu SBAO-40 polskiej produkcji). W 2017 roku zainteresowanie granatnikami wyrażały nowo sformowane Wojska Obrony Terytorialnej, przy czym doniesienia mówiły o potrzebie 500 sztuk (po jednym na drużynę), lecz nie doszło do tego.

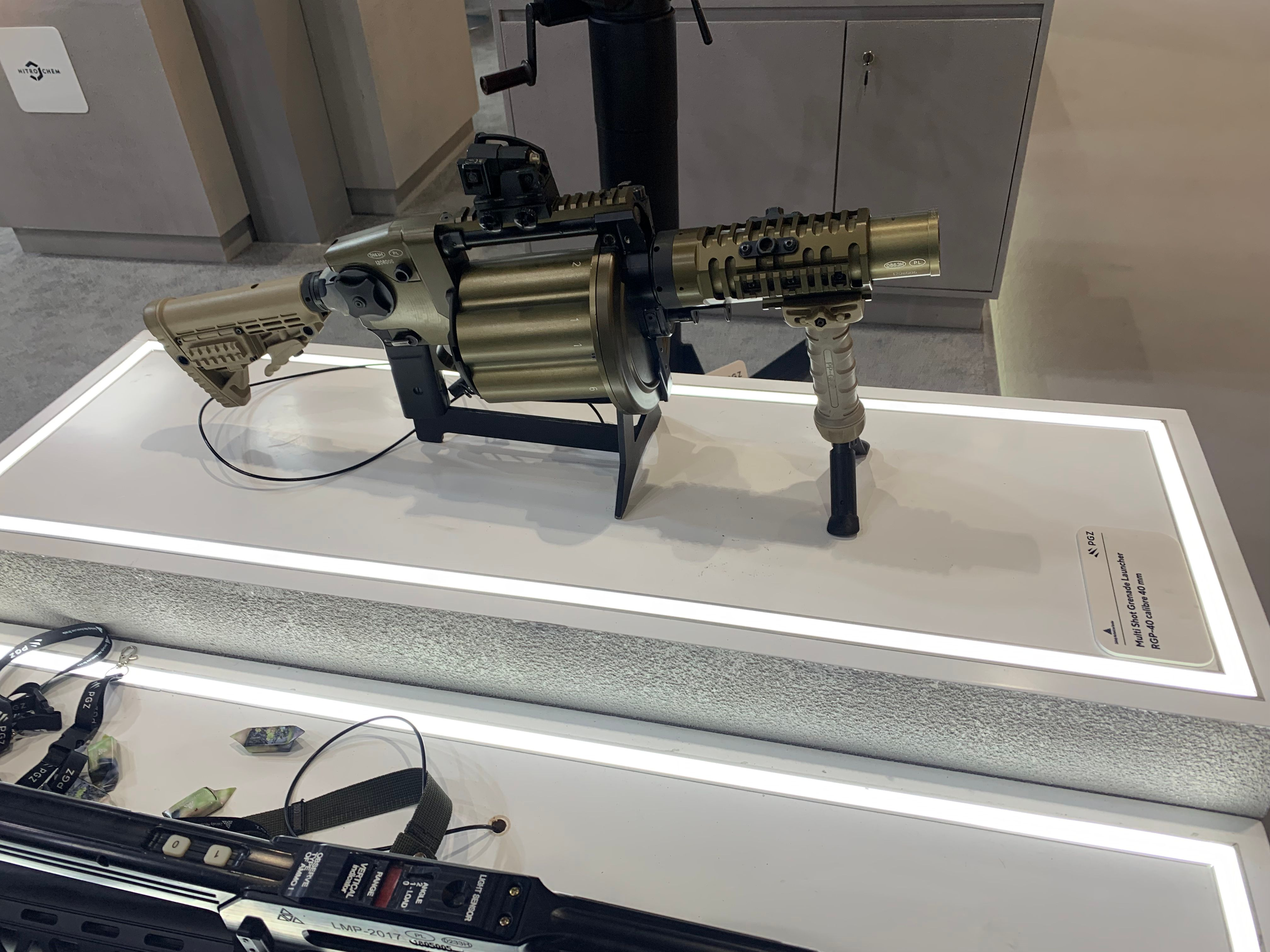
Gratnik RGP-40 obecny na IDEX 2025.

W 2016 roku Policja ogłosiła przetarg na zakup granatników rewolwerowych kalibru 40 mm, w którym zwyciężył RGP-40. Zakupiono trzy egzemplarze, które 22 marca 2017 roku wprowadzono na wyposażenie Policji i przekazano do Wyższej Szkoły Policji w Szczytnie w celu wypracowania taktyki ich użycia. W listopadzie 2018 roku Policja ogłosiła przetarg na 200 granatników rewolwerowych, lecz następnie w styczniu 2019 roku zrezygnowała w ogóle z dalszych zakupów broni tego rodzaju.
Na początku 2022 roku nieujawnioną liczbę granatników RGP-40 Polska przekazała Ukrainie, gdzie weszły na uzbrojenie Sił Operacji Specjalnych i były następnie używane bojowo podczas rosyjskiej inwazji na Ukrainę. Liczba przekazanych granatników nie jest ujawniona; spekuluje się, że mogła to być cała wyprodukowana i nieodebrana przez wojsko partia 200 sztuk. Według doniesień żołnierzy, broń tam zyskała dobrą opinię i jest uważana za celną i niezawodną, pozwalając na zwiększenie siły ognia pododdziałów.

## Konstrukcja

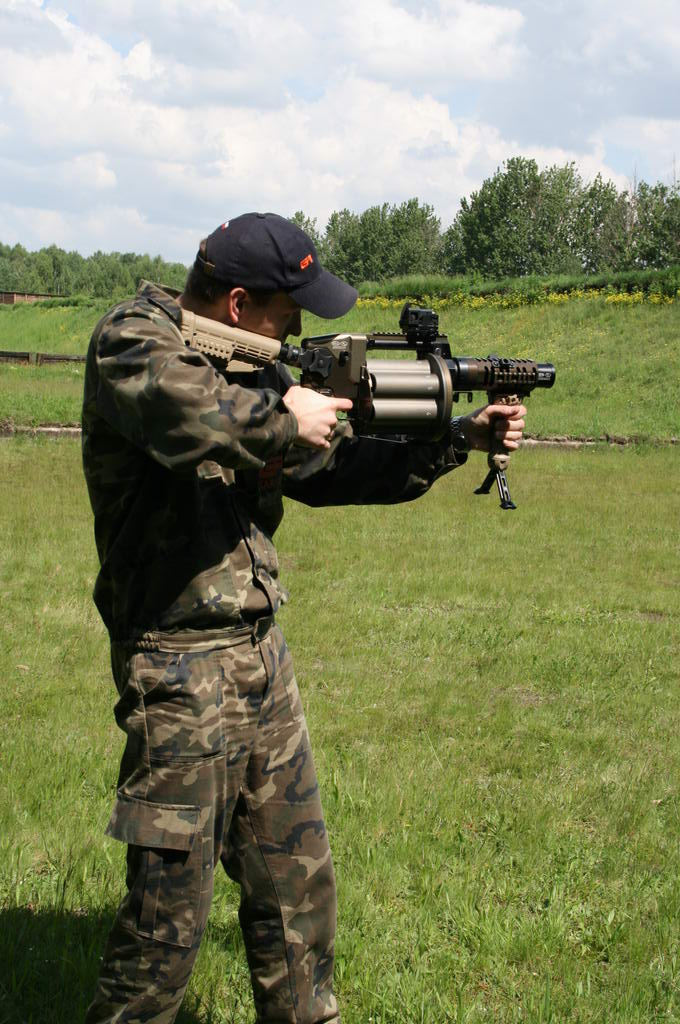
Strzelanie z granatnika

RGP-40 jest bronią półautomatyczną, rewolwerową. Głównym elementem broni jest rama do której przymocowany jest bęben rewolwerowy, wloty komór bębna są zakryte obracaną w prawą stronę pokrywą, do której przymocowany jest chwyt pistoletowy i mechanizm uderzeniowo-spustowy, oraz kolba. Podczas strzelania bęben jest obracany przez sprężynę napinaną podczas ładowania broni.
Bęben rewolwerowy mieści 6 naboi. Komory nabojowe bębna mają długość 140 mm co pozwala ładować do nich zarówno amunicję bojową, jak i dłuższe naboje specjalne. Przed załadowaniem broni należy odchylić pokrywę bębna w prawą lub lewą stronę. Granatnik jest dostosowany do standardowej amunicji 40 × 46 mm SR o donośności ok. 400 m, jak i do amunicji o średniej prędkości wylotowej 40 × 51 mm SR o donośności ponad 800 m.
RGP-40 ma kurkowy mechanizm spustowy z samonapinaniem. Podczas strzału, cześć gazów prochowych odprowadzona przez boczny otwór lufy zwalnia zatrzask bębna, a bęben pod wpływem sprężyny obraca się o 60°. Przed strzałami przypadkowymi chroni bezpiecznik nastawny którego skrzydełka znajdują się po obu stronach broni nad chwytem pistoletowym.
RGP-40 jest wyposażony w szynę Picatinny nad bębnem oraz trzy szyny otaczające lufę. Broń wyposażona jest w teleskopową kolbę.

## Użytkownicy
- Polska
- Ukraina